# Campeonato de Jogadores de Snooker de 2020
O Players Championship de 2020, também conhecido oficialmente como Coral Players Championship de 2020 por conta do patrocínio, foi um torneio profissional de snooker que ocorreu de 24 de fevereiro a 1 de março de 2020 em Southport, na Inglaterra.
O torneio foi conquistado pelo inglês campeão mundial Judd Trump, número um do mundo, faturando seu décimo sexto título no ranking, com uma vitória por 10–4 sobre o chinês Yan Bingtao. Foi o segundo título do Players Championship da carreira de Trump, ele já havia vencido Marco Fu de Hong Kong por 10–8 na final da edição de 2017. Com a conquista, o inglês embolsa o principal prêmio do evento no valor de £ 125.000 e amplia sua liderança no topo do ranking de um ano com um acumulado de impressionantes £ 656.500 em competições do ranking na temporada de 2019–20. O australiano Neil Robertson fez o maior break do evento, um century break de 140 pontos ante o inglês Joe Perry na primeira rodada.

## Visão geral

### Informações do torneio
O Coral Players Championship de 2020 foi um torneio profissional de snooker realizado no Southport Theatre and Convention Centre (teatro e centro de convenções) em Southport, na Inglaterra, entre 24 de fevereiro e 1 de março de 2020.
O torneio foi a 4ª edição desde que o evento foi renomeado de Players Tour Championship para Players Championship na temporada de 2016–17. Foi o 14º evento do calendário do ranking da temporada de snooker de 2019–20, ocorrendo depois do Shoot Out e antes do Gibraltar Open. Também foi o segundo torneio da Coral Cup, série de três eventos patrocinados pela Coral, os outros são o World Grand Prix e o Tour Championship.

### Formato
Os jogos do Players Championship foram disputados da seguinte maneira:
- Rodadas 1: Melhor de 11 frames, até um ganhar seis (de 6–0 a possíveis 6–5)
- Quartas de final: Melhor de 11 frames, até um ganhar seis (de 6–0 a possíveis 6–5)
- Semifinal: Melhor de 11 frames, até um ganhar seis (de 6–0 a possíveis 6–5)
- Final: Melhor de 19 frames, é campeão o primeiro a chegar a dez (de 10–0 a possíveis 10–9)

### Participantes
O evento foi disputado pelos 16 melhores colocados no ranking de um ano, uma lista de classificação onde serão computados os valores recebidos pelos jogadores em eventos do ranking na temporada atual (2019–20), indo do Riga Masters de 2019 até o Shoot Out de 2020.
| Pos. | 000000Jogador000000 | Pontos em £ |
| ---- | ------------------- | ----------- |
| 1    | Judd Trump          | 531 500     |
| 2    | Shaun Murphy        | 353 000     |
| 3    | Neil Robertson      | 274 500     |
| 4    | Mark Selby          | 267 500     |
| 5    | Ding Junhui         | 261 250     |
| 6    | Yan Bingtao         | 156 500     |
| 7    | Mark Allen          | 150 500     |
| 8    | John Higgins        | 143 500     |

| Pos. | 000000Jogador000000 | Pontos em £ |
| ---- | ------------------- | ----------- |
| 9    | Graeme Dott         | 136 250     |
| 10   | Thepchaiya Un-Nooh  | 131 000     |
| 11   | Kyren Wilson        | 130 000     |
| 12   | Stephen Maguire     | 122 000     |
| 13   | Mark Williams       | 113 250     |
| 14   | Joe Perry           | 112 000     |
| 15   | David Gilbert       | 104 000     |
| 16   | Michael Holt        | 102 000     |

Ronnie O'Sullivan, tendo sido eliminado do Shoot Out de 2020 na segunda rodada, acabou em 18º lugar com £ 97.500, desta forma, não conseguiu sua vaga para o evento em Southport.

### Premiação
A premiação total do evento foi de 385 mil libras esterlinas, já o vencedor recebeu um cheque de 125 mil libras esterlinas. O vencedor da Coral Cup, ou seja, o jogador que ganhar mais dinheiro nos três eventos da série da Coral, receberá um bônus extra de 100 mil libras esterlinas. A distribuição dos prêmios para esta edição do Players Championship foi a seguinte:
| Posição                               | Prêmio                    |
| ------------------------------------- | ------------------------- |
| Campeão                               | 125 000 libras esterlinas |
| Vice-campeão                          | 050 000 libras esterlinas |
| 3–4 (perdedores das semifinais)       | 030 000 libras esterlinas |
| 5–8 (perdedores das quartas de final) | 015 000 libras esterlinas |
| 9–16 (perdedores da rodada 1)         | 010 000 libras esterlinas |
| Maior break                           | 010 000 libras esterlinas |
| Total                                 | 385 000 libras esterlinas |

## Resultados
- As partidas foram disputadas de 24 de fevereiro a 1 de março de 2020.[2][11][12][13][14]
- Os horários mostrados nos jogos tem como base o fuso horário local (UTC+0).

### Rodada 1
| Jogo | Jogador 1   | Resultado | Jogador 2       |
| ---- | ----------- | --------- | --------------- |
| 3    | Ding Junhui | 5–6       | Stephen Maguire |
| 4    | Mark Selby  | 6–0       | Mark Williams   |

| Jogo | Jogador 1      | Resultado | Jogador 2   |
| ---- | -------------- | --------- | ----------- |
| 2    | John Higgins   | 6–2       | Graeme Dott |
| 5    | Neil Robertson | 4–6       | Joe Perry   |

| Jogo | Jogador 1   | Resultado | Jogador 2    |
| ---- | ----------- | --------- | ------------ |
| 1    | Judd Trump  | 6–3       | Michael Holt |
| 6    | Yan Bingtao | 6–2       | Kyren Wilson |

| Jogo | Jogador 1    | Resultado | Jogador 2          |
| ---- | ------------ | --------- | ------------------ |
| 7    | Mark Allen   | 6–3       | Thepchaiya Un-Nooh |
| 8    | Shaun Murphy | 6–5       | David Gilbert      |

### Quartas de final
| Jogo | Jogador 1  | Resultado | Jogador 2    |
| ---- | ---------- | --------- | ------------ |
| 9    | Judd Trump | 6–3       | John Higgins |

| Jogo | Jogador 1       | Resultado | Jogador 2  |
| ---- | --------------- | --------- | ---------- |
| 10   | Stephen Maguire | 6–5       | Mark Selby |

| Jogo | Jogador 1 | Resultado | Jogador 2   |
| ---- | --------- | --------- | ----------- |
| 11   | Joe Perry | 5–6       | Yan Bingtao |

| Jogo | Jogador 1  | Resultado | Jogador 2    |
| ---- | ---------- | --------- | ------------ |
| 12   | Mark Allen | 2–6       | Shaun Murphy |

### Semifinal
| Jogo | Jogador 1  | Resultado | Jogador 2       |
| ---- | ---------- | --------- | --------------- |
| 13   | Judd Trump | 6–5       | Stephen Maguire |

| Jogo | Jogador 1   | Resultado | Jogador 2    |
| ---- | ----------- | --------- | ------------ |
| 14   | Yan Bingtao | 6–1       | Shaun Murphy |

### Final
| Final: Melhor de 19 frames. Árbitro: Desislava Bozhilova Southport Theatre and Convention Centre, Southport, Inglaterra, 1 de março de 2020.                                                                |                       |                     |
| Judd Trump · Inglaterra | 10–4                  | Yan Bingtao · China |
| Sessão 1: 76–74 (Yan 70), 6–86 (55), 75–0 (75), 62–31, 122–0 (122), 76–8 (50), 75–0 (75), 27–101 (95) Sessão 2: 0–85 (77), 19–69, 109–9 (108), 72–0 (68), 88–36, 97–16 (60) Relatório WST Relatório Snooker |                       |                     |
| 122 | Break máximo          | 95                  |
| 2 | Century breaks (+100) | 0                   |
| 7 | Breaks de +50         | 4                   |

## Century breaks
Um total de 18 century breaks foram feitos no evento:
| 0Break0 | 00000000Jogador00000000 | 00000000Oponente00000000 | 000Rodada000     | 00000000Data00000000    |
| ------- | ----------------------- | ------------------------ | ---------------- | ----------------------- |
| 140     | Neil Robertson          | Joe Perry                | Rodada 1         | 25 de fevereiro de 2020 |
| 132     | Judd Trump              | Stephen Maguire          | Semifinal        | 28 de fevereiro de 2020 |
| 132     | Mark Allen              | Thepchaiya Un-Nooh       | Rodada 1         | 26 de fevereiro de 2020 |
| 130     | Judd Trump              | Michael Holt             | Rodada 1         | 25 de fevereiro de 2020 |
| 129     | Mark Allen              | Thepchaiya Un-Nooh       | Rodada 1         | 26 de fevereiro de 2020 |
| 128     | Michael Holt            | Judd Trump               | Rodada 1         | 25 de fevereiro de 2020 |
| 127     | Neil Robertson          | Joe Perry                | Rodada 1         | 25 de fevereiro de 2020 |
| 123     | Mark Allen              | Thepchaiya Un-Nooh       | Rodada 1         | 26 de fevereiro de 2020 |
| 123     | John Higgins            | Judd Trump               | Quartas de final | 26 de fevereiro de 2020 |
| 122     | David Gilbert           | Shaun Murphy             | Rodada 1         | 26 de fevereiro de 2020 |
| 122     | Judd Trump              | Yan Bingtao              | Final            | 1 de março de 2020      |
| 119     | Neil Robertson          | Joe Perry                | Rodada 1         | 25 de fevereiro de 2020 |
| 108     | Judd Trump              | Yan Bingtao              | Final            | 1 de março de 2020      |
| 106     | Yan Bingtao             | Shaun Murphy             | Semifinal        | 29 de fevereiro de 2020 |
| 104     | Yan Bingtao             | Shaun Murphy             | Semifinal        | 29 de fevereiro de 2020 |
| 103     | Shaun Murphy            | David Gilbert            | Rodada 1         | 26 de fevereiro de 2020 |
| 103     | Mark Selby              | Mark Williams            | Rodada 1         | 24 de fevereiro de 2020 |
| 100     | Yan Bingtao             | Joe Perry                | Quartas de final | 27 de fevereiro de 2020 |